# Неон (фільм)
Неон (англ. Neon) — короткометражний фільм австралійського кінорежисера Алекса Пройаса музичної спрямованості.

## Сюжет
Подорож Сіднеєм.